# Green család a nagyvárosban
A Green család a nagyvárosban (eredeti cím: Big City Greens) 2018-tól futó amerikai televíziós 2D-s számítógépes animációs vígjátéksorozat, amelynek alkotói a Houghton testvérek.
Amerikában a Disney Channel tűzte műsorra 2018. június 18-án, Magyarországon is a Disney Channel mutatta be 2019. január 21-én.

## Ismertető
Green család miután elvesztette a farm gazdaságát, Bill Green és két gyermeke, Cricket Green és Tilly Green anyjához, Alice Greenhez költöznek, aki egy kis tanyán él a város közepén.

## Szereplők

### Főszereplők
| Szereplő       | Eredeti hang         | Magyar hang     | Leírás                                                                                 |
| -------------- | -------------------- | --------------- | -------------------------------------------------------------------------------------- |
| Cricket Green  | Chris Houghton       | Markovics Tamás | 10 éves bajkeverő vidéki fiú, aki mindig mezítláb jár.                                 |
| Tilly Green    | Marieve Herington    | Molnár Ilona    | Cricket nővére, különc és fantáziadús természetű.                                      |
| Bill Green     | Bob Joles            | Kassai Károly   | Cricket és Tilly apja és Alice fia.                                                    |
| Alice nagyi    | Artemis Pebdani      | Rátonyi Hajni   | Bill édesanyja, Cricket és Tilly nagymamája, aki a Green család farmjának tulajdonosa. |
| Nancy Green    | Wendi McLendon-Covey | Bertalan Ágnes  | Cricket és Tilly anyja és Bill volt felesége.                                          |
| Remy Remington | Zeno Robinson        | Molnár Levente  | Cricket legjobb barátja.                                                               |

### Visszatérő szereplők
| Szereplő                 | Eredeti hang                                    | Magyar hang                                   | Leírás                                                                                  |
| ------------------------ | ----------------------------------------------- | --------------------------------------------- | --------------------------------------------------------------------------------------- |
| Gloria Sato              | Anna Akana                                      | Dögei Éva                                     | Egykori japán-amerikai barista, aki Cricket barátja és munkatársa lesz.                 |
| Keys rendőr              | Andy Daly                                       | Gardi Tamás                                   | Izmos, túlságosan vidám és önfeledt személyiségű rendőr.                                |
| Kiki Kitashima           | Monica Ray (1. hang) Stephanie Sheh (2. hang)   | Boldog Emese                                  | Egy olyan gyermekcsoport tagjai, amely gyakran játszik Crickettel, Tillyvel és Remyvel. |
| Benny                    | Luke Lowe                                       | Bogdán Gergő (1. hang) Kelemen Noel (2. hang) | Egy olyan gyermekcsoport tagjai, amely gyakran játszik Crickettel, Tillyvel és Remyvel. |
| Westley „Weezie” Eastman | Lamar Woods                                     | Boldog Gábor (1. hang) Gáll Dávid (2. hang)   | Egy olyan gyermekcsoport tagjai, amely gyakran játszik Crickettel, Tillyvel és Remyvel. |
| Chip Whistler            | Paul Scheer                                     | Kisfalusi Lehel                               | A Green család riválisa.                                                                |
| Vasquez                  | Danny Trejo                                     | Papucsek Vilmos                               | Remy testőre, aki vigyáz rá, amikor a szülei nem érnek rá.                              |
| Andromeda                | Nicole Byer                                     | Köves Dóra                                    | Tilly legjobb barátja.                                                                  |
| Gabriella Espinosa       | Jenna Ortega (1. hang) Nikki Castillo (2. hang) | Hermann Lilla                                 | Cricket barátnője.                                                                      |
| Gwendolyn Zapp           | Cheri Oteri                                     | Ősi Ildikó                                    | A BigTech technológiai vállalat vezérigazgatója                                         |
| Nick                     | Billy West                                      | Galbenisz Tomasz                              | Nancy elhidegült apja, valamint Cricket és Tilly anyai nagyapja.                        |

- További magyar hangok: Vámos Mónika, Berkes Boglárka, Illésy Éva, Orgován Emese, Világi Vanessa, Ferencz Gabriella, Kotány Bence, Szabó Andor, Szentirmai Zsolt, Szrna Krisztián, Szitás Balázs, Orosz Gergely, Medveczki Kata, Medveczki Máté, Égner Milán, Terdik Sára, Bauer Eszter, Molnár Kristóf
- Ének: Andrádi Zsanett, Nádasi Veronika, Ágoston Katalin, Ágoston Péter, Magyar Bálint

## Magyar változat[2]
- Bemondó: Endrédi Máté (1-2. évad) Pál Tamás (3. évadtól)
- Magyar szöveg: Lai Gábor
- Dalszövegíró: Nádasi Veronika, Weichinger Kálmán
- Hangmérnök: Gajda Mátyás
- Vágó: Hajzler László
- Gyártásvezető: Újréti Zsuzsa
- Zenei rendező: Weichinger Kálmán
- Szinkronrendező: Pupos Tímea
- Produkciós vezető: Orosz Katalin
- A szinkront az SDI Media Hungary készítette.

## Évados áttekintés
| Évad | Évad | Epizódok | Eredeti sugárzás     | Eredeti sugárzás   | Magyar sugárzás   | Magyar sugárzás      |
| Évad | Évad | Epizódok | Évadpremier          | Évadfinálé         | Évadpremier       | Évadfinálé           |
| ---- | ---- | -------- | -------------------- | ------------------ | ----------------- | -------------------- |
|      | 1    | 30       | 2018. június 18.     | 2019. március 9.   | 2019. január 21.  | 2020. december 16.   |
|      | 2    | 30       | 2019. november 16.   | 2021. április 3.   | 2020. június 1.   | 2021. június 27.     |
|      | 3    | 20       | 2021. október 9.     | 2023. március 25.  | 2023. május 8.    | 2023. június 2.      |
|      | 4    | 30       | 2023. szeptember 23. | 2025. augusztus 9. | 2024. március 18. | 2025. szeptember 22. |

## Gyártás
2016. március 8-án a Disney XD berendelte a sorozatot Country Club címmel. A sorozatit Chris és Shane Houghton, alkotta. 2018. május 17-én jelentették be, hogy a Disney Channel a sorozat debütálása előtt berendelte a a második évadot.  A második évad premierje 2019. november 16-án volt. 2021. január 13-án berendelték a harmadik évadot.